# Лупиков, Сергей Агафонович
Сергей Агафонович Лупиков (26.10.1923 — 31.03.1995) — командир отделения; помощник командира; командир взвода пешей разведки 1223-го стрелкового полка 369-й стрелковой дивизии 2-го Белорусского фронта, сержант.

## Биография
Родился 26 октября 1923 года в деревне Беседовичи Хотимского района Могилёвской области Белоруссии в крестьянской семье. Белорус. После окончания начальной школы работал в колхозе.
В Красной Армии и в боях Великой Отечественной войны с октября 1943 года. Воевал на 2-м Белорусском фронте.
Командир отделения взвода пешей разведки 1223-го стрелкового полка красноармеец Сергей Лупиков 15 августа 1944 в составе разведывательной группы переправился через реку Бобр в районе польского города Осовец и разведал вражескую огневую систему. Затем, в числе первых ворвался в траншею неприятеля, в перестрелке уничтожил четверых противников и захватит семь «языков». Под шквальным огнём противника красноармеец Лупиков принимал участие в строительстве моста через реку Бобр.
Приказом по 369-й стрелковой дивизии № 096 от 21 августа 1944 года за мужество и отвагу проявленные в боях красноармеец Лупиков Сергей Агафонович награждён орденом Славы 3-й степени.
Помощник командира взвода пешей разведки 1223-го стрелкового полка сержант Сергей Лупиков в боях за деревню Альтхаузен и за польскую деревню Гручно в период с 4 по 6 февраля 1945 года заменил выбывшего из строя командира взвода. За три дня боев взвод под командованием сержанта Лупиков уничтожил до трёх десятков и взял в плен сто семьдесят два гитлеровца, из них три офицера, кроме этого взвод Лупикова вывел из строя две пушки и четыре пулемёта.
Приказом по 70-й армии от 7 марта 1945 года за мужество и отвагу проявленные в боях сержант Лупиков Сергей Агафонович награждён орденом Славы 2-й степени.
В ночь на 27 марта 1945 года взвод под командованием сержанта Сергея Лупикова разведал четыре переправы через реку Исача, что обеспечило возможность советским передовым частям ворваться в польский город Гдыня. В боях за Гдыню взвод сержанта Лупикова захватил вражеский авиационный завод, уничтожил тридцать одного и пленил полсотни противников.
5 мая 1945 года командующий 2-м Белорусским фронтом Маршал Советского Союза Рокоссовский К. К. представил сержанта Лупиков С. А. к ордену Славы 1-й степени.
Указом Президиума Верховного Совета СССР от 29 июня 1945 года за образцовое выполнение заданий командования в боях с немецко-вражескими захватчиками сержант Лупиков Сергей Агафонович награждён орденом Славы 1-й степени, став полным кавалером ордена Славы.
После войны старшина Лупиков С. А. демобилизован. Жил в областном центре Белоруссии городе Могилёве. Работал в строительном управлении № 60. Скончался 31 марта 1995 года.
Награждён орденами Красного Знамени, Отечественной войны 1-й и 2-й степени, Славы 1-й, 2-й, 3-й степени, медалями.